# Gorka Azkorra
Gorka Azkorra Trueba (Bilbao, 25 gennaio 1983) è un ex calciatore spagnolo, di ruolo attaccante.